# Arealva
Arealva es un municipio brasilero del interior del estado de São Paulo, fundado en 1948. Se localiza en las márgenes del Río Tietê, a una latitud 22º01'43" sur y a una longitud 48º54'40" oeste, estando a una altitud de 445 metros. Su población estimada en 2004 era de 7.425 habitantes.
Posee un área de 506,465 km².

## Economía
La actividad económica predominante en el municipio es la agrícola.

## Historia
El surgimiento del municipio de Arealva ocurrió en 1867, cuando aún se llamaba Poblado de Soturna. El nombre del poblado está relacionado con su proximidad del trecho del río Tietê, donde había una isla llamada Soturna. En esa época, el poblado pertenecía aun al municipio de Pederneiras, comarca de Jaú.

## Geografía
Limita con los municipios de Itaju, Bariri, Pederneiras, Bauru, Boracéia, Iacanga y Reginópolis

## Demografía
Datos del Censo - 2000
Población total: 7.244
- Urbana: 5.245
- Rural: 1.999
- Hombres: 3.725
- Mujeres: 3.519

Densidad demográfica (hab./km²): 14,30
Mortalidad infantil hasta 1 año (por mil): 12,35
Expectativa de vida (años): 73,21
Tasa de fecundidad (hijos por mujer): 2,41
Tasa de alfabetización: 90,45%
Índice de Desarrollo Humano (IDH-M): 0,790
- IDH-M Salario: 0,710
- IDH-M Longevidad: 0,804
- IDH-M Educación: 0,855

(Fuente: IPEAFecha)

## Religión
El municipio pertenece a la Diócesis de Bauru, teniendo como obispo a Don Frei Caetano Ferrari.